# Big Boi and Dre Present... Outkast
Albums de OutKast
Stankonia
(2000) Speakerboxxx/The Love Below
(2003)
Singles
1. The Whole World
Sortie : 27 novembre 2001

Big Boi and Dre Present... Outkast est une compilation d'Outkast, sortie le 4 décembre 2001.
L'album, qui comprend des morceaux extraits de leurs quatre premiers albums studio (Southernplayalisticadillacmuzik, ATLiens, Aquemini et Stankonia) ainsi que trois titres inédits, s'est classé 4e au Top R&B/Hip-Hop Albums et 18e au Billboard 200.
En 2003, le single The Whole World a remporté le Grammy Award de la Meilleure performance rap pour un duo ou un groupe  (Grammy Award for Best Rap Performance by a Duo or Group).

## Liste des titres
| No  | Titre                                         | Durée |
| --- | --------------------------------------------- | ----- |
| 1.  | Intro                                         | 1:07  |
| 2.  | Funkin' Around                                | 4:34  |
| 3.  | Ain't No Thang (Remix)                        | 5:39  |
| 4.  | So Fresh, So Clean                            | 4:02  |
| 5.  | Rosa Parks                                    | 3:57  |
| 6.  | The Whole World (featuring Killer Mike)       | 4:55  |
| 7.  | Aquemini                                      | 4:42  |
| 8.  | B.O.B.                                        | 4:38  |
| 9.  | Southernplayalisticadillacmuzik               | 4:11  |
| 10. | Crumblin' Erb                                 | 5:17  |
| 11. | Ms. Jackson                                   | 3:59  |
| 12. | Player's Ball (Original Version)              | 4:23  |
| 13. | Elevators (Me & You)                          | 4:18  |
| 14. | SpottieOttieDopaliscious                      | 5:58  |
| 15. | Git Up, Git Out (Remix)                       | 7:26  |
| 16. | Movin' Cool (The After Party) (featuring Joi) | 3:59  |